# Athenaeum

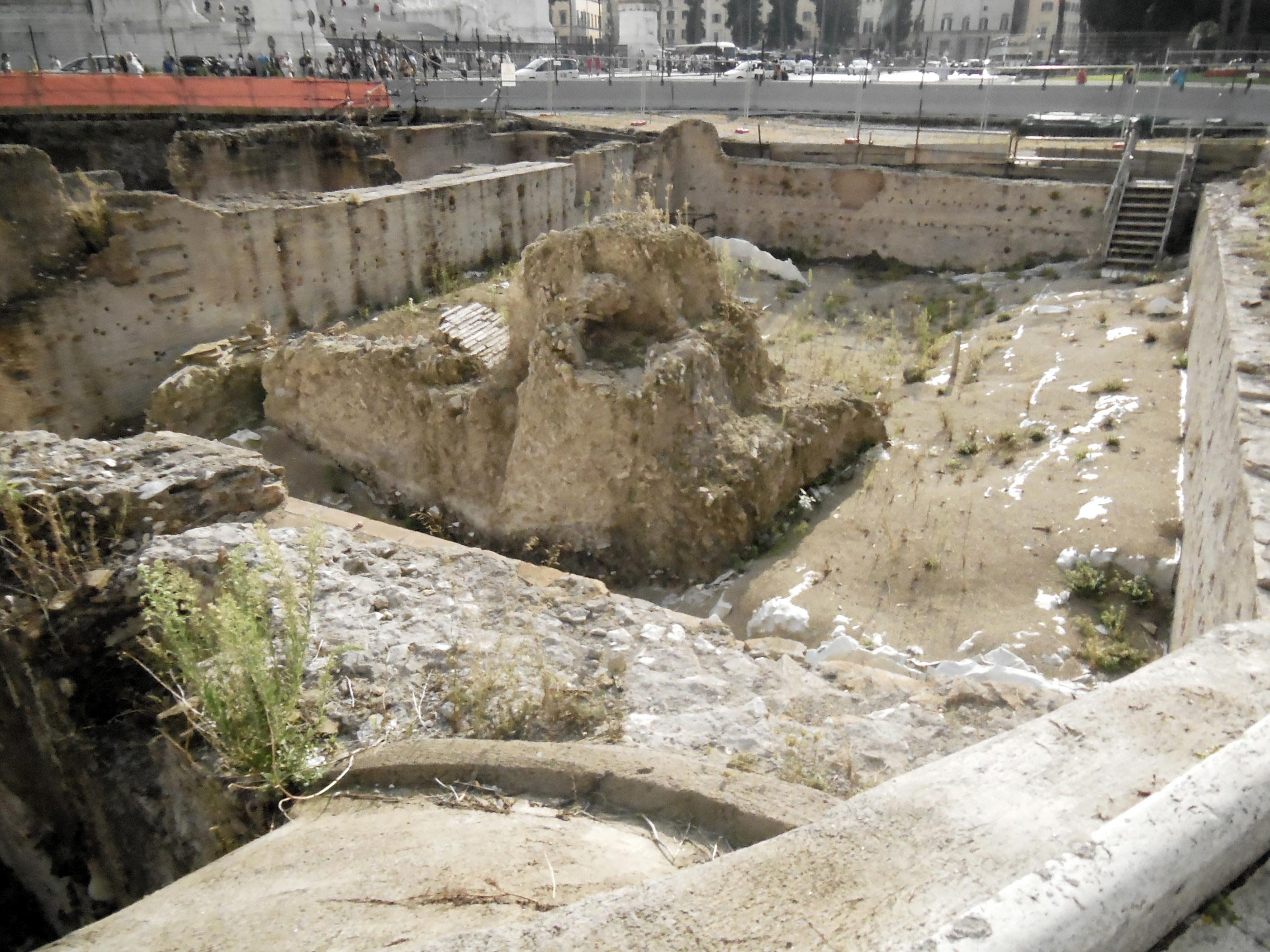
Pohled na centrální halu při výkopu pro linku C římského metra se zbytky Hadriánova Athenaea

Athenaeum byla budova ve starověkém Římě, postavená ve 2. století císařem Hadrianem (snad na Forum Romanum) jako učiliště pro rétory. Měla podobu amfiteátru a její součástí byla i knihovna. Přednášela se zde rétorika, filozofie, literatura a právo, výuka se konala v řečtině a latině a nemajetní posluchači dostávali státní podporu.
Na tento původní význam navázala jména různých kulturních institucí a periodik jako:
- Athenaeum – německý raně romantický literární časopis založený v roce 1798 bratry Karlem Wilhelmem Friedrichem Schlegelem a Augustem Wilhelmem Schlegelem.
- Athenaeum – kritická revue, kterou založil Tomáš Garrigue Masaryk v roce 1883
- Athenaeum – pařížské činoherní divadlo